# Naib Subedar
Dénomination d'un grade de l'armée indienne qui a succédé à la dénomination de Jemadar.
Le Jemadar était à l'origine un fonctionnaire armé d'un zamindar (seigneur féodal) en Inde qui, à l'instar d'un général, commandait une unité militaire et était chargé de combattre et de mener la guerre, principalement contre les paysans révoltés lors des grandes jacqueries.
Jemadar était également un grade utilisé au sein de l'armée britannique des Indes. C'était le plus petit des grades d'officier donnés par le Vice Roi. Un Jemadar commandait une section ou un groupe de section (troupe dans l'armée britannique) ou était adjoint d'un officier britannique ayant cette charge.
Ils pouvaient aussi avoir des fonctions au niveau du régiment, comme intendant adjoint (jemadar quartermaster) ou officier adjoint (jemadar adjutant).
Ce grade a continué à être utilisé dans l'armée indienne jusqu'en 1965, comme le premier grade d'officiers. Ce grade fut renommé ensuite dans l'armée indienne, comme dans l'armée pakistanaise, Naib Subedar au sein des unités d'infanterie et Naib Risaldar au sein des unités de cavalerie.
La dénomination de jemadar est néanmoins toujours utilisée dans la hiérarchie policière indienne.